# Шарнірна черепаха Чжоу
Шарнірна черепаха Чжоу (Cuora zhoui) — вид черепах з роду Шарнірна черепаха родини Азійські прісноводні черепахи. Інша назва «черепаха блідоголова».

## Опис
Загальна довжина досягає 14 см. Спостерігається статевий диморфізм: самиці більші за самців. Голова невелика. Карапакс опуклий, гладенький. Карапакс у середині сильно піднятий догори. Краї його подовжені, перевершують платрон. Лапи наділені плавальними перетинками.
Забарвлення карапаксу зеленувато—коричневе з різними відтінками. Пластрон сіруватий. Голова забарвлена у блідожовтий колір, майже білий. Через очі проходять білодозелені смужки.

## Спосіб життя
Полюбляє річки, струмки, стариці, озерця. харчується дрібною рибою, молюсками, комахами. водяними рослинами.
Самиця у липні відкладає до 2 яєць. Інкубаційний період триває до 2 місяців. За сезон буває до 2 кладок.

## Розповсюдження
Мешкає у області Юаньма провінції Юньнань та області Наньлін провінції Гуансі (Китай).